# Douglas John Lucia
Douglas John Lucia (Plattsburgh, 17 marzo 1963) è un vescovo cattolico statunitense, dal 4 giugno 2019 vescovo di Syracuse.

## Biografia
Douglas John Lucia è nato a Plattsburgh, New York, il 17 marzo 1963 da Leward Lucia e Betty (nata Pipino). Ha un fratello gemello e una sorella e un fratello più piccoli. È cresciuto ad Altona.

### Formazione e ministero sacerdotale
Ha frequentato la Northern Adirondack High School a Ellenburg Depot dal 1977 al 1981. Entrato in seminario, ha compiuto gli studi ecclesiastici al Wadhamns Hall Seminary College di Ogdensburg dal 1981 al 1985 e poi presso il seminario "Cristo Re" di East Aurora dal 1985 al 1989. Nel maggio del 1989 ha conseguito il Master of Divinity.
Il 20 maggio 1989 è stato ordinato presbitero per la diocesi di Ogdensburg da monsignor Stanislaus Joseph Brzana. In seguito è stato vicario parrocchiale della parrocchia di San Patrizio a Watertown dal 1989 al 1990; vicario parrocchiale della parrocchia di San Colombano a Cornwall, nell'Ontario, dal 1990 al 1992; vicario parrocchiale della parrocchia di San Giovanni a Plattsburgh dal 1992 al 1995 e vicario parrocchiale della parrocchia della cattedrale di Santa Maria a Ogdensburg dal 1995 al 1997. Nel 1997 è stato inviato a Roma per studi. Nel 1999 ha conseguito la licenza in diritto canonico presso la Pontificia università "San Tommaso d'Aquino".
Tornato in patria è stato amministratore parrocchiale della parrocchia di Santa Maria a Canton, segretario aggiunto del tribunale diocesano e cappellano part-time della Correctional Facility di Gouverneur dal 1999 al 2000; segretario particolare del vescovo Gerald Michael Barbarito e vice-cancelliere vescovile dal 2000 al 2003; vicario giudiziale aggiunto dal 2000 al 2017; direttore per la pastorale vocazionale dal 2003 al 2019; direttore dei seminaristi dal 2005 al 2019; cancelliere vescovile e vicario episcopale per i servizi diocesani dal 2004 al 2010; parroco della parrocchia di San Giovanni a Morristown e parroco della parrocchia di San Pietro a Hammond con responsabilità anche sulla missione della chiesa di San Patrizio a Rossie dal giugno del 2006 al 2008; parroco della parrocchia di Santa Maria a Canton dal 2008 al 2017; vicario episcopale per il culto e per la formazione sacerdotale dal 2010 al 2017 e vicario giudiziale e parroco delle parrocchie di Santa Maria a Waddington e di San Giovanni Battista a Madrid dal 2017 al 2019.

### Ministero episcopale
Il 4 giugno 2019 papa Francesco lo ha nominato vescovo di Syracuse. Ha ricevuto l'ordinazione episcopale l'8 agosto nella cattedrale dell'Immacolata Concezione a Syracuse dal cardinale Timothy Michael Dolan, arcivescovo metropolita di New York, co-consacranti il vescovo emerito di Syracuse Robert Joseph Cunningham e il vescovo di Ogdensburg Terry Ronald LaValley. Durante la stessa celebrazione ha preso possesso della diocesi.
Nel novembre del 2019 ha compiuto la visita ad limina.
Nel giugno del 2020 monsignor Lucia ha annunciato di aver deciso che la diocesi avrebbe presentato istanza di fallimento ai sensi del Chapter 11 poiché faticava a fare fronte al costo delle cause legali dovuto alla centinaia di accuse di abuso sessuale. Lucia ha affermato di aver preso la decisione di dichiarare bancarotta per assicurarsi che la diocesi non si rovinasse e garantire comunque che tutte le presunte vittime ottenessero qualcosa per le loro cause, sebbene alcuni avvocati dei querelanti abbiano criticato la decisione affermando che la diocesi stava cercando di evitare le cause legali.

## Genealogia episcopale
La genealogia episcopale è:
- Cardinale Scipione Rebiba
- Cardinale Giulio Antonio Santori
- Cardinale Girolamo Bernerio, O.P.
- Arcivescovo Galeazzo Sanvitale
- Cardinale Ludovico Ludovisi
- Cardinale Luigi Caetani
- Cardinale Ulderico Carpegna
- Cardinale Paluzzo Paluzzi Altieri degli Albertoni
- Papa Benedetto XIII
- Papa Benedetto XIV
- Papa Clemente XIII
- Cardinale Enrico Benedetto Stuart
- Papa Leone XII
- Cardinale Chiarissimo Falconieri Mellini
- Cardinale Camillo Di Pietro
- Cardinale Mieczysław Halka Ledóchowski
- Cardinale Jan Maurycy Paweł Puzyna de Kosielsko
- Arcivescovo Józef Bilczewski
- Arcivescovo Bolesław Twardowski
- Arcivescovo Eugeniusz Baziak
- Papa Giovanni Paolo II
- Cardinale Justin Francis Rigali
- Cardinale Timothy Michael Dolan
- Vescovo Douglas John Lucia